# 沙田中心

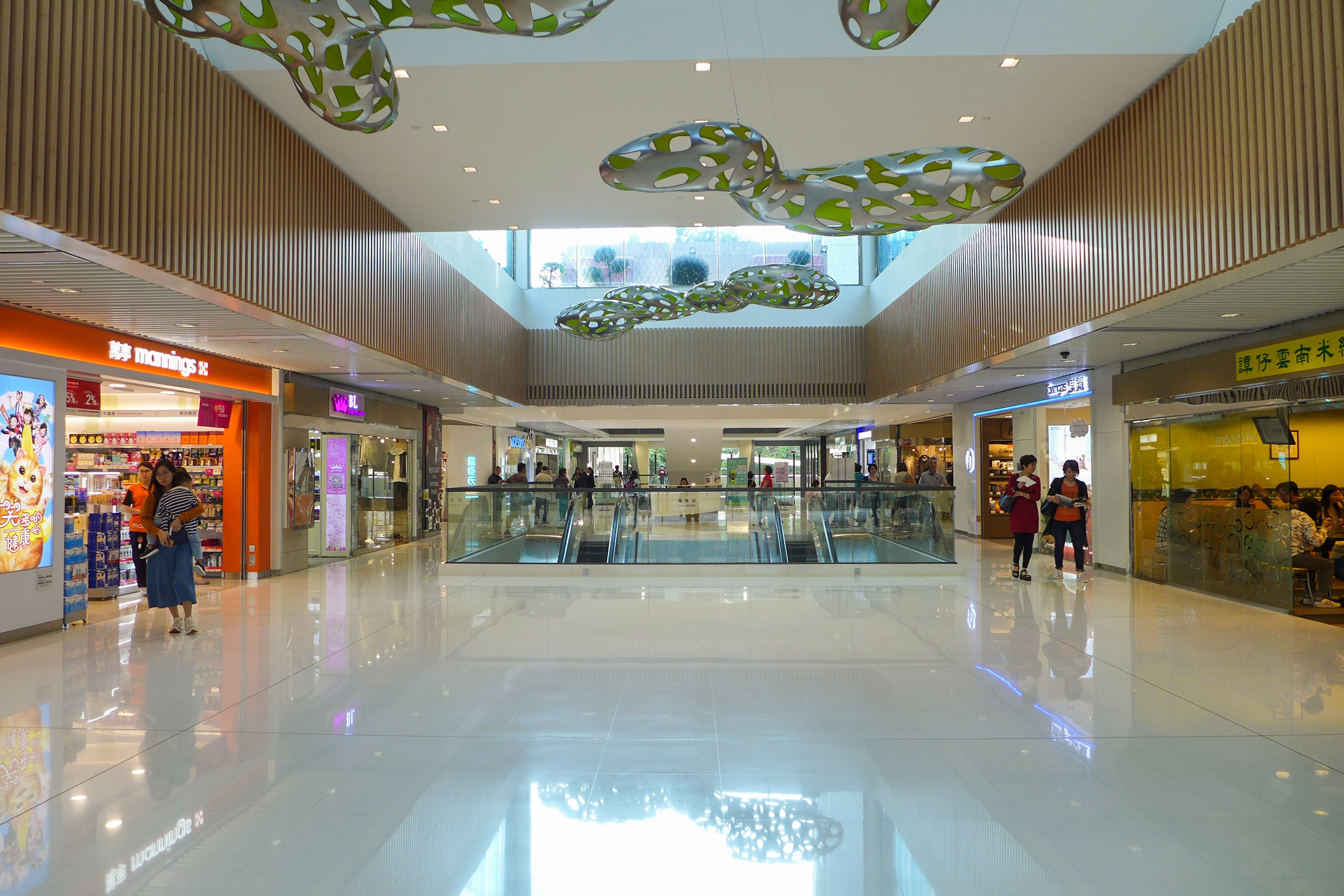
翻新後的商場中庭（2017年8月）

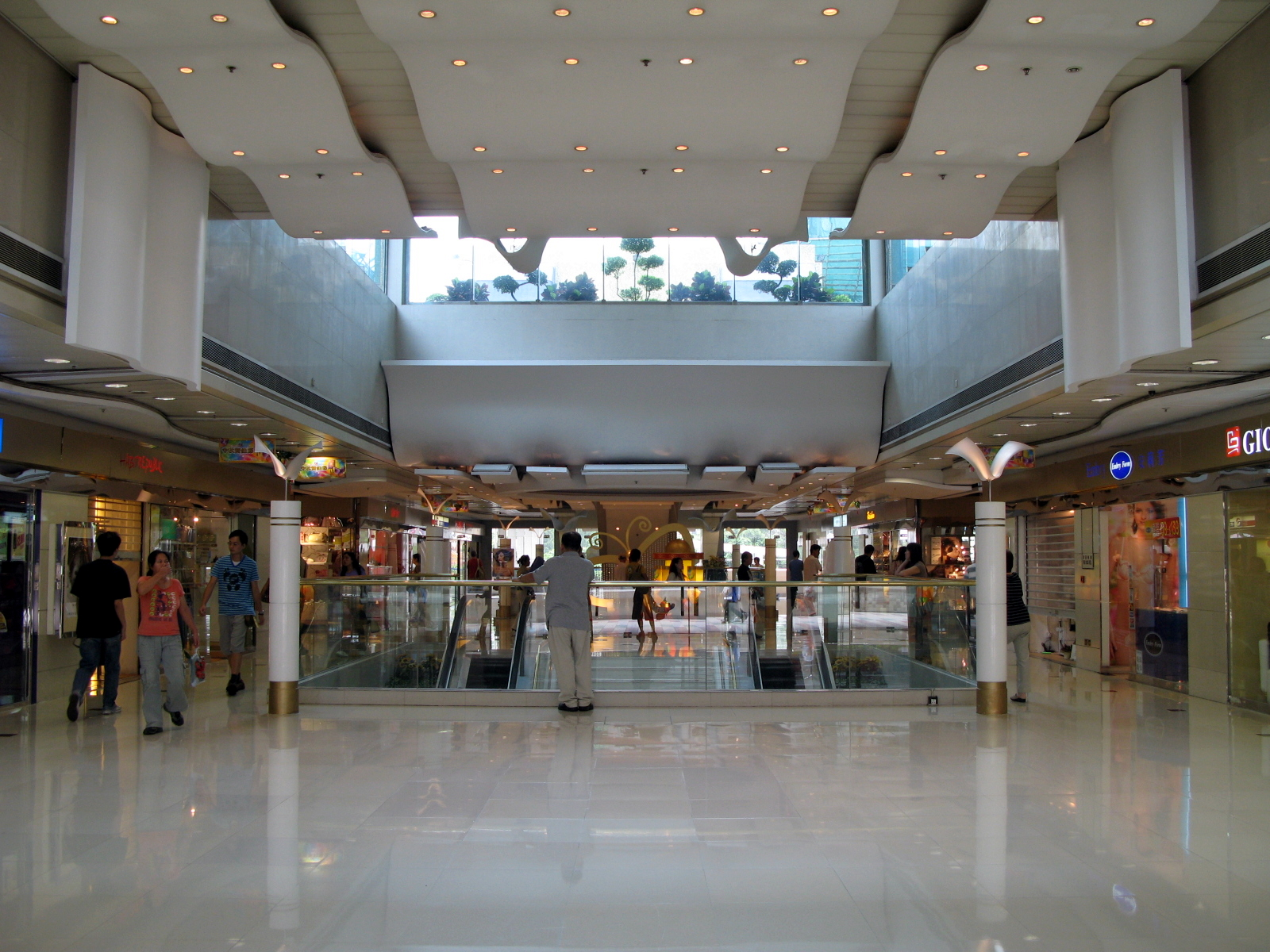
翻新前的商場中庭（2007年）

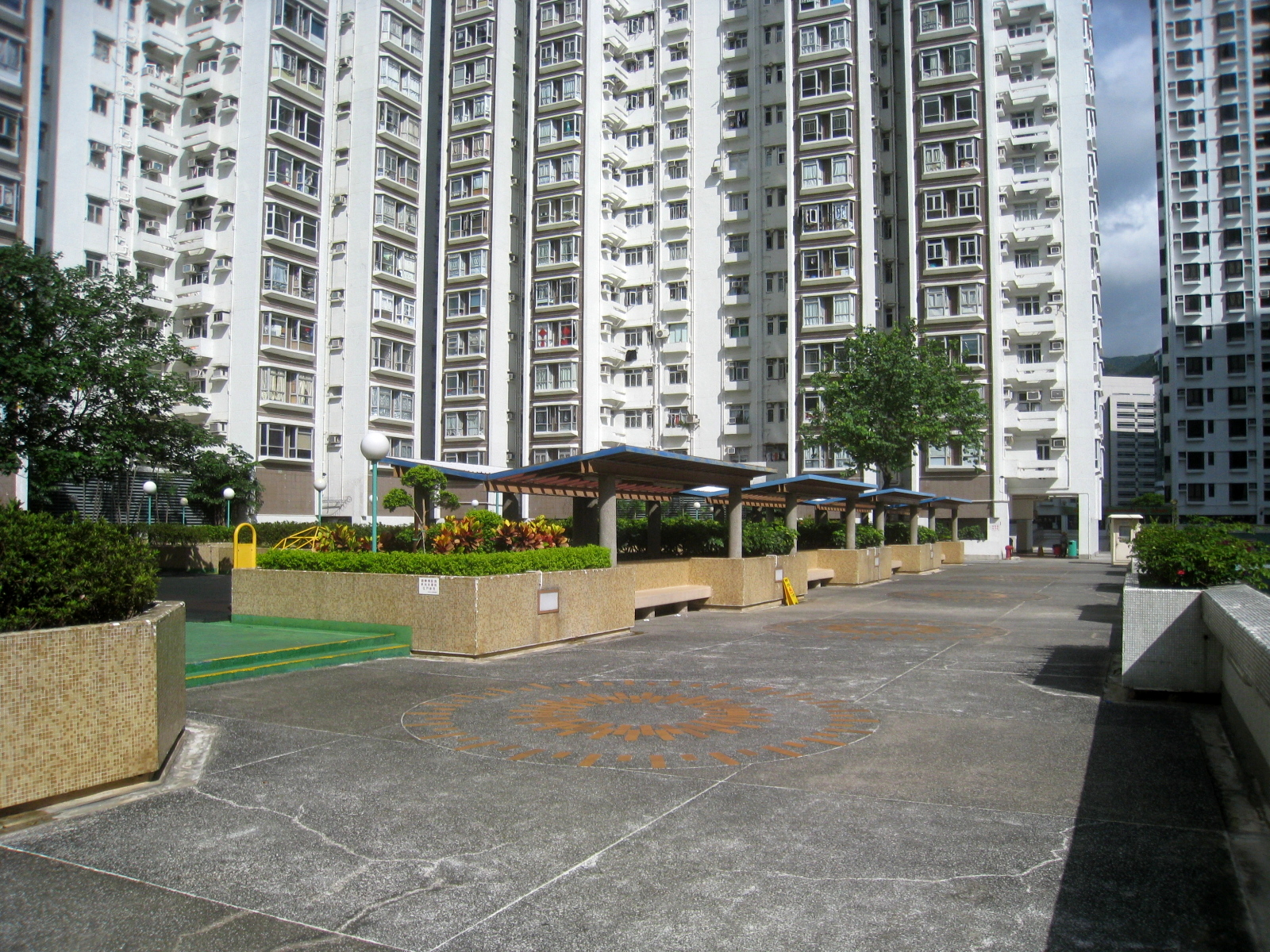
沙田中心四樓平台（2009年）

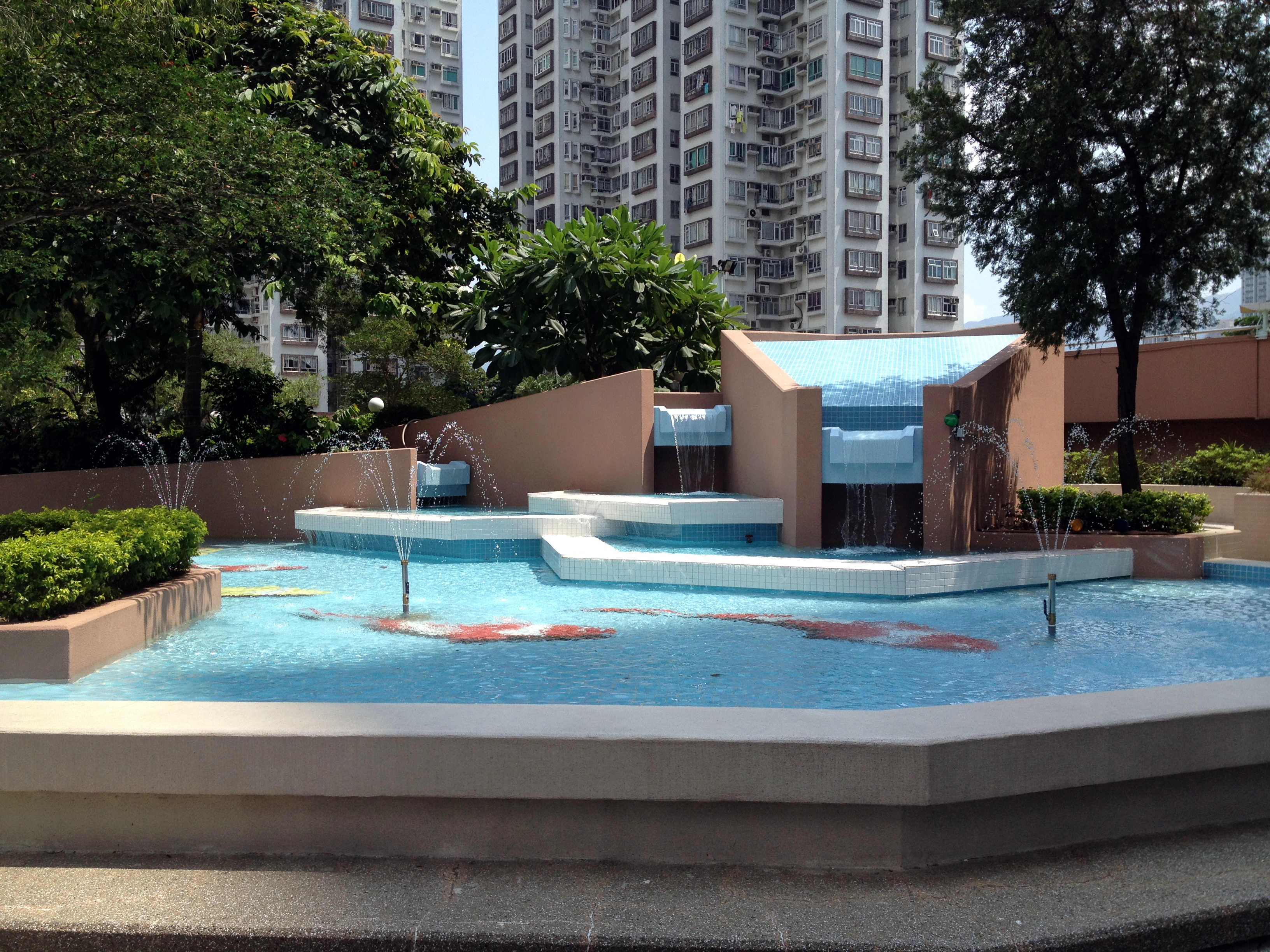
沙田中心四樓平台噴水池

沙田中心（英語：Shatin Centre）是一座位於香港新界沙田區的商住物業，由恆基兆業發展興建，並由旗下的恒益物業管理作物業管理，此項目由李景勳建築師負責設計，1977年開始設計，於1981年12月落成入伙，為沙田市中心發展範圍內最早落成的屋苑，共有八座樓宇。商場部份主要設於L3樓（L1樓亦有少量商店），並與整個沙田市中心的行人天橋網絡及港鐵沙田站作無縫連接，居民和顧客前往港鐵站及沙田市中心各處可以全程不用日曬雨淋，也免於出現人車爭路的情況，而L1樓及L2樓全層則為停車場。沙田中心商場於1997年9月至11月，以至2015年11月起進行大型翻新工程。

## 歷史
沙田中心在1981年12月剛剛入伙時，由於沙田市中心附近並沒有任何建築物，因此無論在商場及住宅範圍均是十分寧靜。到了1983年九廣鐵路電氣化及好運中心落成後，商場人流才顯著增加。在80年代時沙田中心商場主要租戶包括國貨公司、人民入境事務處辦事處（於1989年關閉）、大快活（1985年開幕；後來遷至沙田廣場）、馬利奧餐廳、瑞華酒家、惠康超級市場、多間銀行及珠寶金行。
到了90年代初，香港有線電視於現今優之良品位置開設沙田直播室，到了1996年由日本城雜貨店取代。其他店舖包括於1994年開幕的麥當勞快餐店（24小時營業；取代大快活舊位）、1996年開幕的Wendy's快餐店、樂聲牌專門店及香港電訊專門店。
到了2001年，Wendy's快餐店舖位空置多年後，曾經經營網吧，引起沙田中心居民強烈反對，擔心區內治安變得欠佳。到了2003年才由SASA化妝品店取代。另一方面，因當時經濟欠佳（正值沙士），部份店舖曾改裝為跳蚤市場及特價場。
2010年，皇都海鮮酒家結業後，原址曾空置一段時間，用作特價場。到2011年8月開設美心MX、元氣壽司及misocool。
商場於2015年11月起進行大型翻新工程，美心MX及元氣壽司在2017年6月結業，原址在同年11月改為板長壽司、北海道牧場、北海道居酒屋和嚐味。翻新工程到2021年完成。
2022年11月8日，開業近30年的麥當勞結業，原址將開設壽司郎居酒屋「杉玉 SUGIDAMA」，並於2023年3月17日開幕。

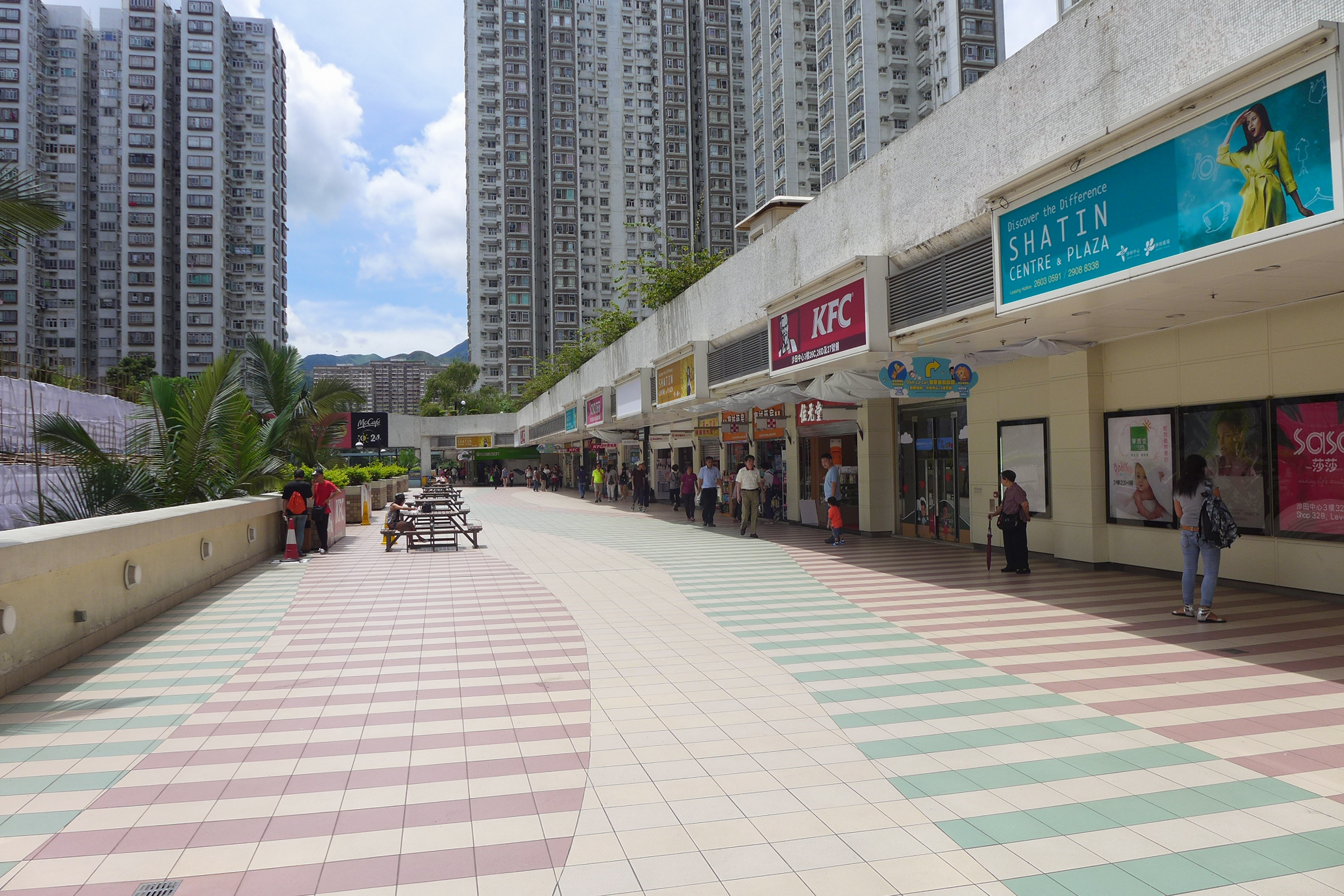
商場室外通道
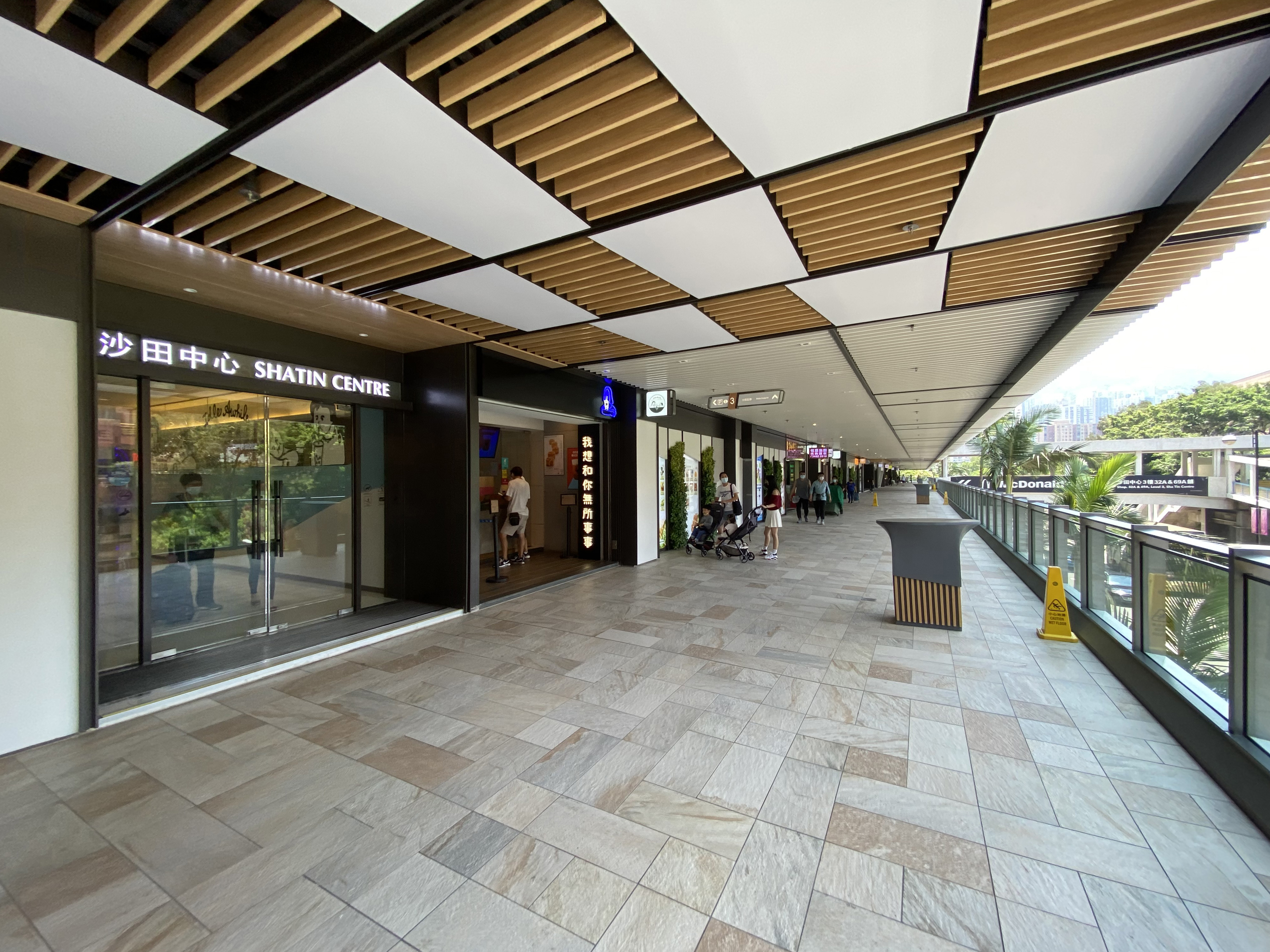
商場室外商店
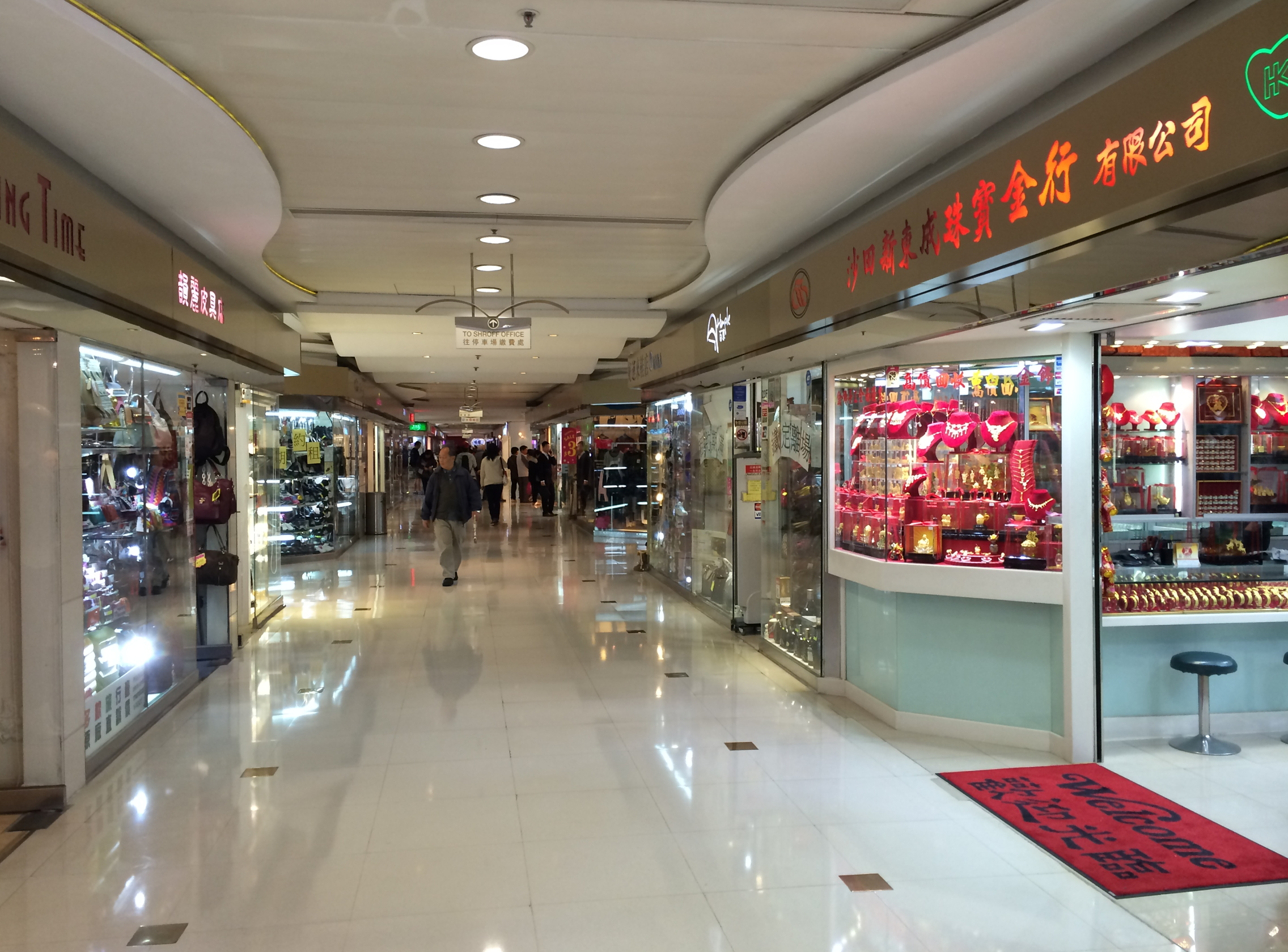
翻新前的沙田中心商場通道
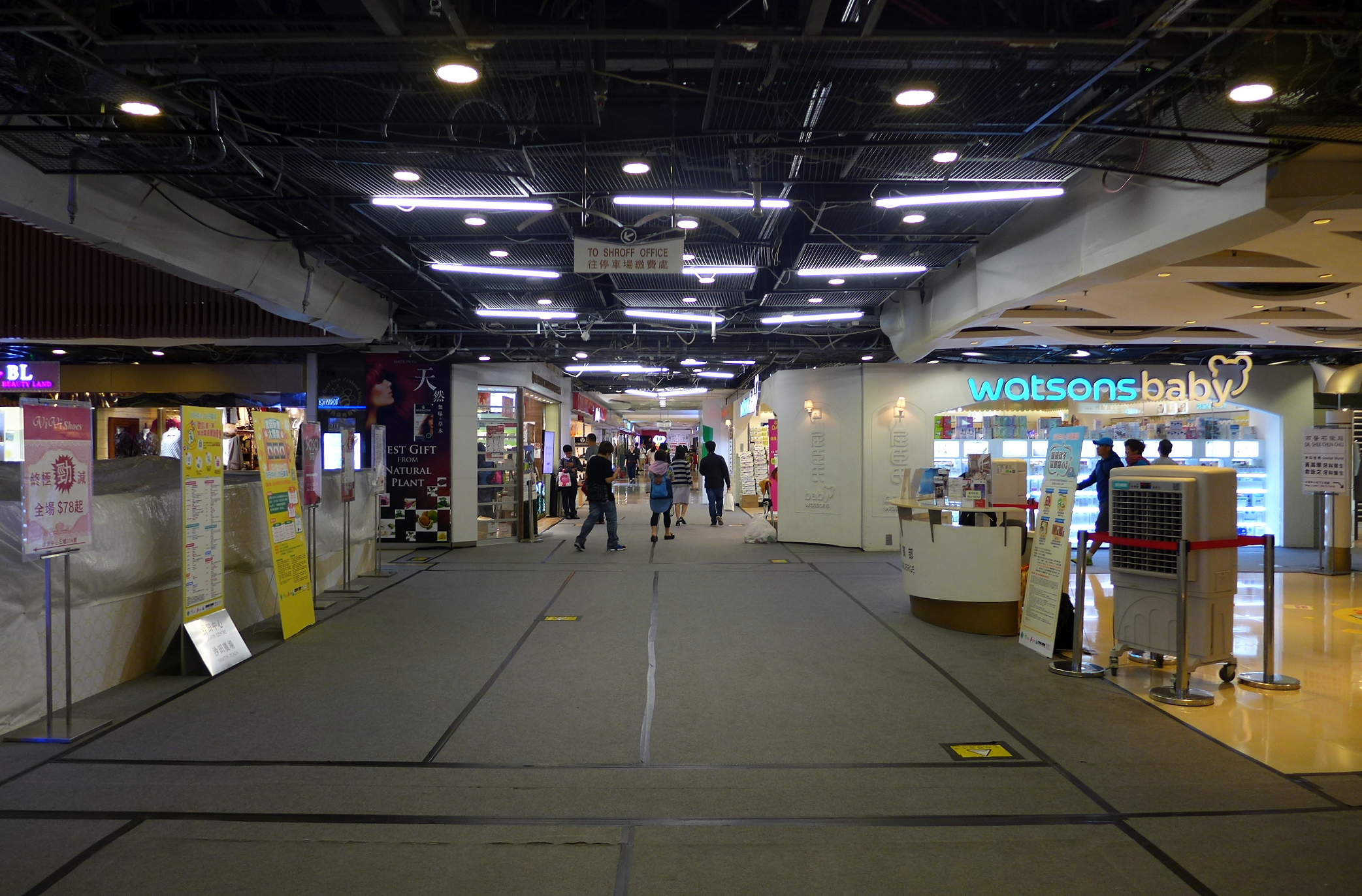
商場於2015年11月起進行大型翻新工程
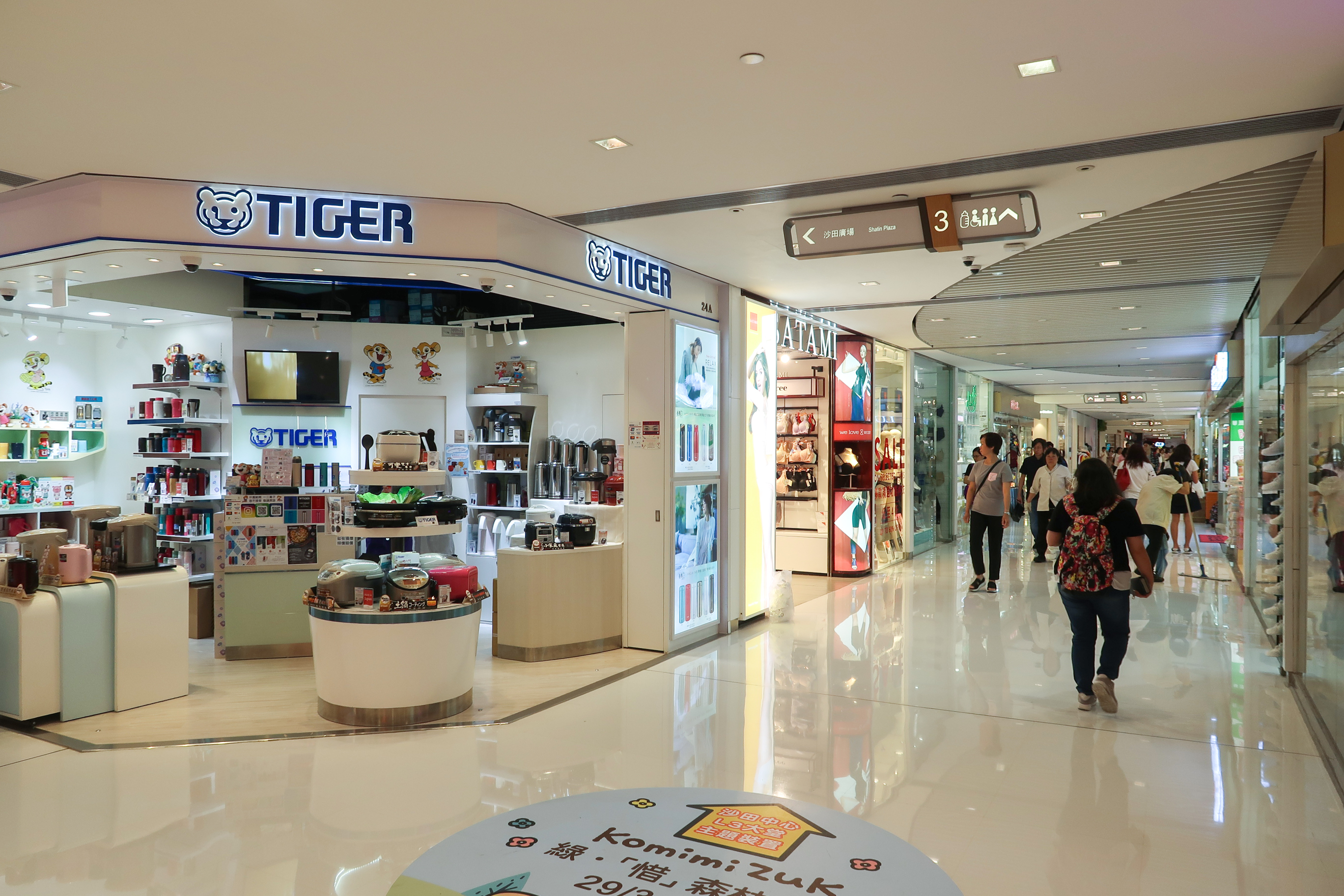
翻新後的沙田中心商場通道
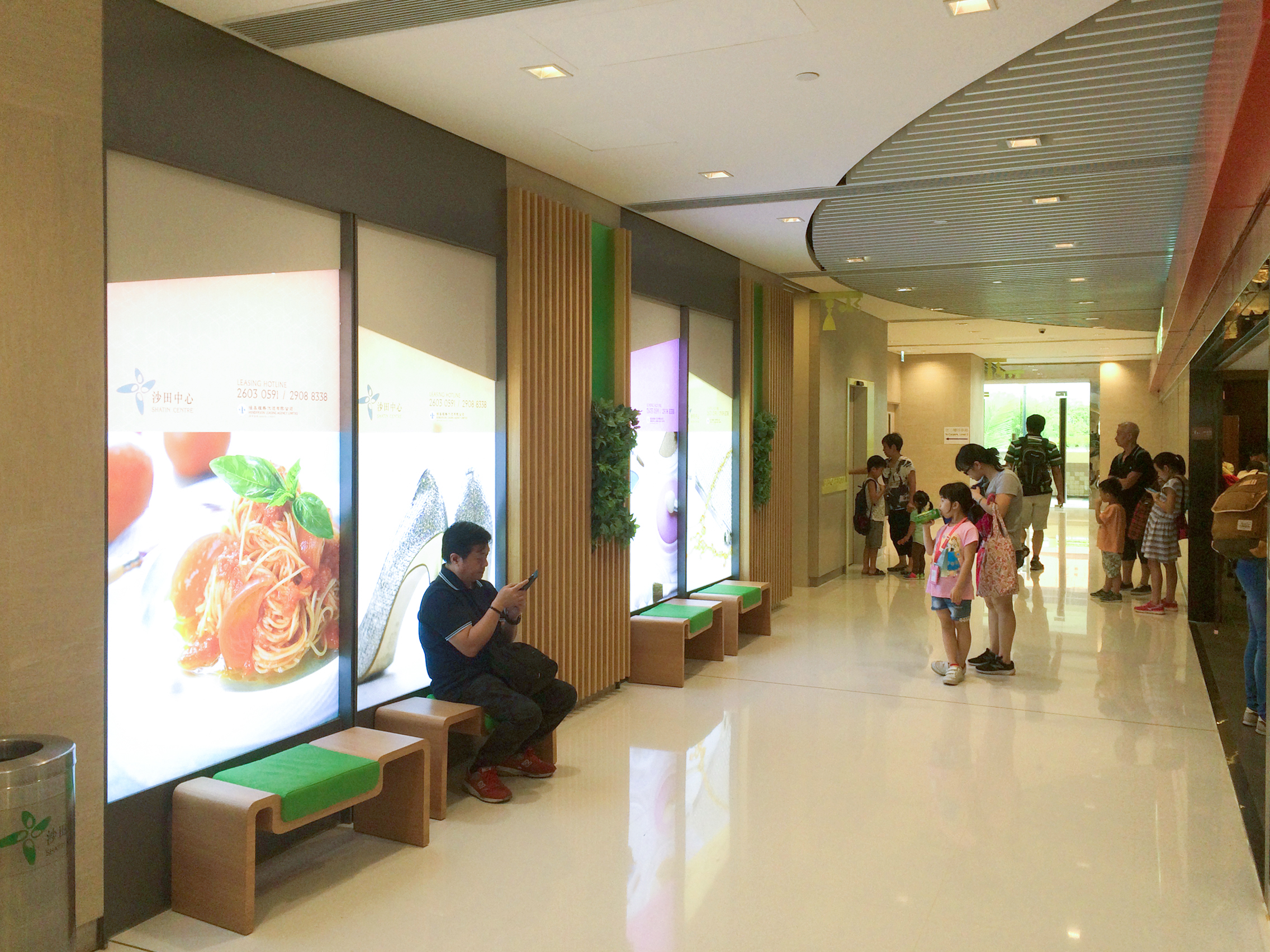
翻新後洗手間外設閒座區

## 商場
沙田中心商場部份設於一樓（L1）及三樓（L3）。一樓設有管業處、琴行、醫務所及髮廊，其餘部份為停車場及住宅大堂。三樓商場則設有多間零售店舖，包括時裝店、美容店、相片沖哂及影印店、多間珠寶金行、地產代理、Sasa化妝品店、XC LAB 單剪專門店 （页面存档备份，存于）及一間7-11便利店。商場也開設了不少銀行，包括開業多年的匯豐銀行、渣打銀行、上海商業銀行、中信銀行國際及中國工商銀行（亞洲）等。
商場主要食肆包括譚仔雲南米線、KFC、牛魔及Pizza Hut。商場室外通道則設有多間小食店，包括涼茶店、糖水店、乳酪店及冰淇淋店等。

## 住宅
L5樓起屬於住宅範圍。共有8座住宅，每座樓高27層，合共提供1,480個住宅單位，8幢大廈均以「寧」字命名，分別為東寧大廈（A座）、海寧大廈（B座）、佳寧大廈（C座）、唐寧大廈（D座）、安寧大廈（E座）、嘉寧大廈（F座）、新寧大廈（G座）及廣寧大廈（H座）。頂層單位業主則可用公共樓梯前往天台。1樓有部分單位設有小平台。沙田中心主要提供開放式、2房至3房單位，面積由356平方呎至937平方呎以上，吸引了不少小家庭居住，成為區內的上車盤及沙田區交投最活躍的屋苑之一。而沙田中心的佳寧大廈、唐寧大廈、安寧大廈及嘉寧大廈24-27樓A室及D室，分別設有4房套及3房套單位。此外，佳寧大廈，安寧大廈24-27樓A室及唐寧大廈，嘉寧大廈24-27樓D室，更可享全河景，可遠眺至八仙嶺及近至中央公園一帶景色。由於這些大單位是沙田市中心內擁有最美麗景色的單位。因此業主也極少放售，因此很多買家也要等幾年才能遇到。
四樓平台也提供了不少康樂設施，包括游泳池、兒童遊樂場及一個活動廣場。平台設有24小時通道連接好運中心及沙田廣場。各層住客可經電梯或平台樓梯直接前往三樓商場。
沙田中心住宅業主早在1995年開始研究為大廈進行大維修工程，但因籌集資金問題被迫取消計劃。到了2003年重新提及有關計劃，大維修工程於2006年12月展開，外牆維修工程率先在2008年3月完成。到2013年起，開始為各座大堂及水池進行翻新工程。

## 重大事件
- 2003年初，業主委員會提出大維修計劃，遭到當區區議員江活潮為首的一班業主反對，並且成立業主立案法團籌委會，最終業主大會否決成立業主立案法團，並且通過大維修計劃，有關工程於2006年12月展開。
- 2007年9月10日，沙田中心商場及住宅範圍停電八小時，不少商戶及住客感到不滿，要求管業處容後作出交代。

## 附近商場
- 新城市廣場
- 新城市中央廣場
- 連城廣場
- 沙田廣場
- 好運中心
- 偉華中心
- 希爾頓中心

## 附近設施
- 港鐵沙田站
- 沙田公共圖書館
- 沙田賽馬會游泳池
- 沙田大會堂
- 城市藝坊
- 沙田公園
- 沙田街市
- 沙田婚姻註冊處
- 沙田政府合署
- 帝都酒店
- 香港文化博物館
- 萬佛寺
- 史諾比開心世界
- 沙田運動場
- 源禾路體育館

## 外部連結
- 沙田中心及沙田廣場官方網站 （页面存档备份，存于）

1. ↑  李欣怡. . U Food. 2022-12-16  [2022-12-16]. （原始内容存档于2023-04-06）.